# Lino Gaier

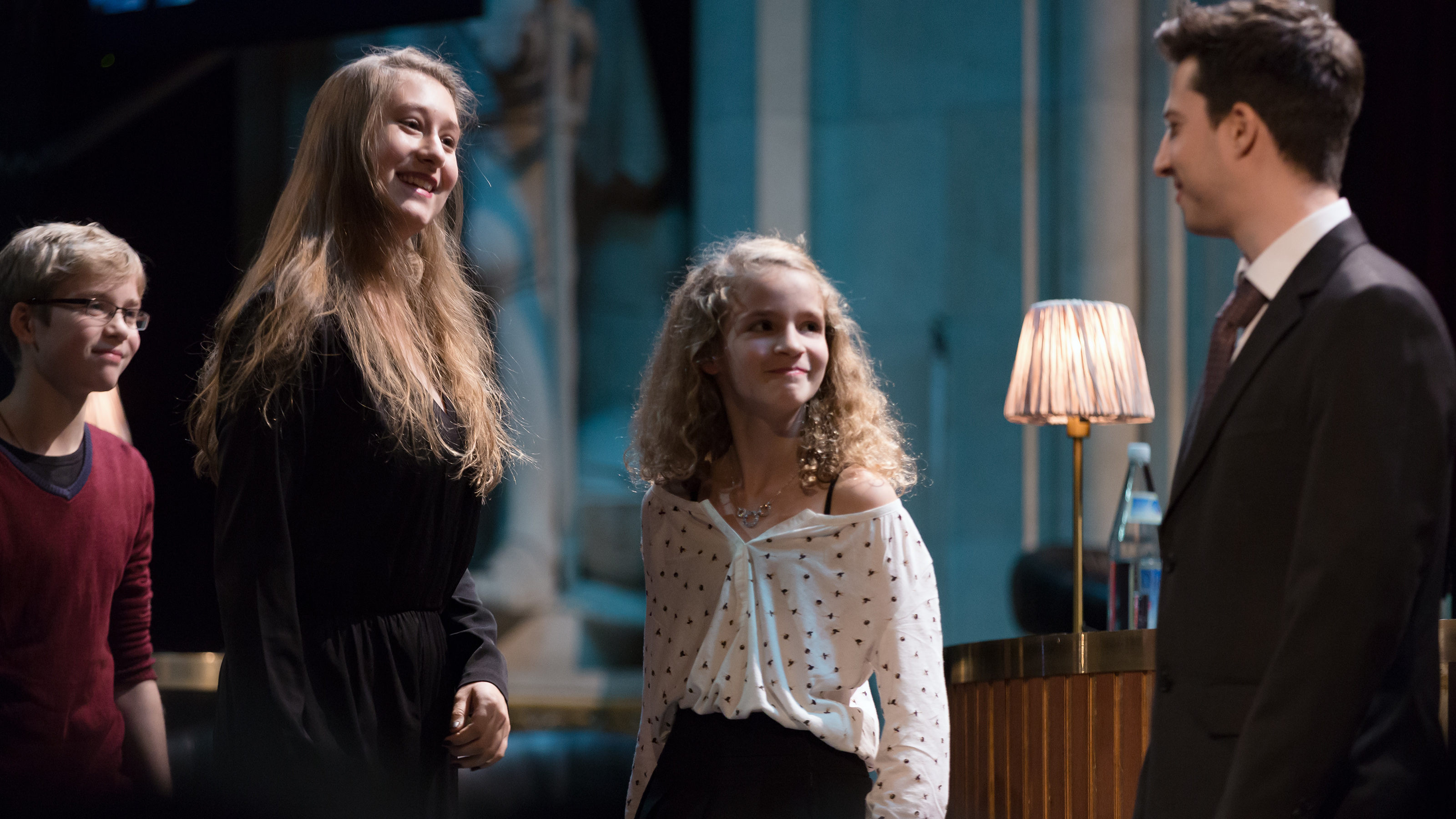
Lino Gaier (links) mit Paula Brunner und Zita Gaier bei der Verleihung des Österreichischen Filmpreises 2017

Lino Gaier (* nach 2002) ist ein österreichischer Schauspieler.

## Leben

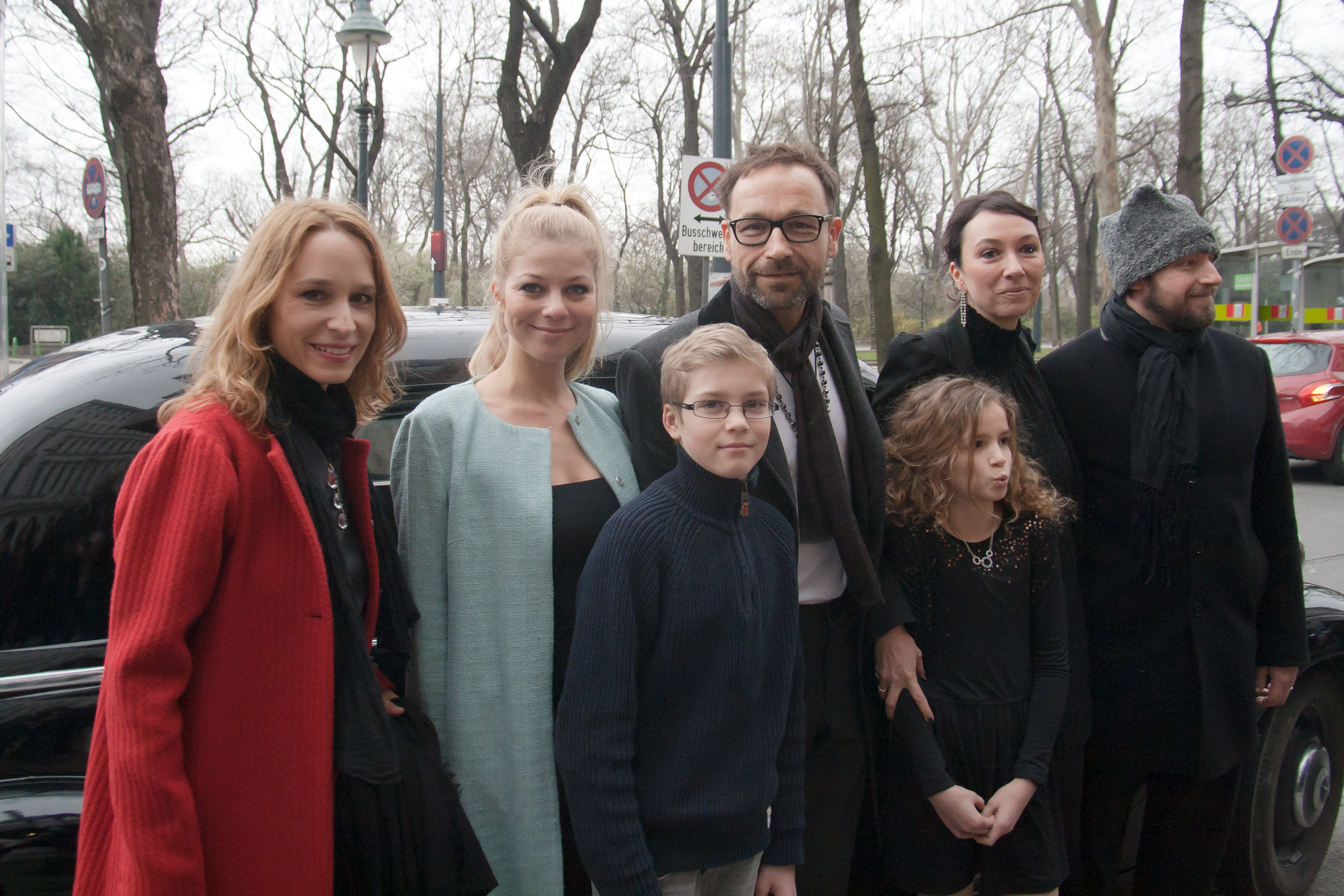
Mirjam Unger, Hilde Dalik, Lino und Zita Gaier, Gerald Votava, Ursula Strauss u. a. bei der Wien-Premiere von Maikäfer flieg (2016)

Lino Gaier gab sein Filmdebüt 2016 im Kinofilm Maikäfer flieg von Regisseurin Mirjam Unger, einer Verfilmung des autobiografischen Romans Maikäfer, flieg!: Mein Vater, das Kriegsende, Cohn und ich von Christine Nöstlinger aus dem Jahr 1973. Darin spielte er an der Seite seiner Schwester Zita Gaier (* 2006), die in der Hauptrolle der jungen Christine zu sehen ist, deren besten Freund Gerald von Braun.
In der Fernsehserie Meiberger – Im Kopf des Täters verkörpert er seit 2018 die Rolle von Patrick Meiberger, Sohn von Thomas und Karo Meiberger, dargestellt von Fritz Karl und Jaschka Lämmert. Im Rahmen der Romyverleihung 2019 wurde er dafür in der Kategorie Bester Nachwuchs männlich nominiert.
Im Kinofilm Wie ich lernte, bei mir selbst Kind zu sein von Regisseur Rupert Henning nach dem gleichnamigen Roman von André Heller war er 2019 als Gabor Benedek zu sehen.
Sein älterer Bruder Enzo Gaier (* 2002) ist ebenfalls Schauspieler.

## Auszeichnungen und Nominierungen
Romyverleihung 2019
- Nominierung in der Kategorie Bester Nachwuchs männlich[4]

Romyverleihung 2021
- Nominierung in der Kategorie Beliebtester Nachwuchs männlich[6]

## Filmografie (Auswahl)
- 2016: Maikäfer flieg (Kinofilm)
- seit 2018: Meiberger – Im Kopf des Täters (Fernsehserie)
- 2019: Wie ich lernte, bei mir selbst Kind zu sein (Kinofilm)
- 2019: Stadtkomödie – Der Fall der Gerti B. (Fernsehreihe)
- 2020: Das Glück ist ein Vogerl (Fernsehfilm)
- 2021: Landkrimi – Steirerrausch (Fernsehreihe)
- 2021: Meiberger – Mörderisches Klassentreffen (Fernsehfilm)
- 2022: SOKO Donau/SOKO Wien – Falsche Signale (Fernsehserie)